# 박강수 (가수)
박강수(1973년 10월 28일~)는 대한민국의 가수이다. 1992년 라이브 클럽에서 포크 팝 가수로 데뷔해 2001년 정규 1집 음반을 발표했다. 이후 방송 출연, 앨범 발매, 공연 등을 통해 대중과 활발히 교감하고 있다.

## 앨범
- 2001년 1집 "부족한 사랑"
- 2004년 2집 "나의 노래는 그대에게 가는 길입니다"
- 2006년 2.5집 "Old & New"
- 2006년 3집 "PARK KANG SOO"
- 2008년 베스트 "The Melody"
- 2009년 4집 "노래가 된 이야기"
- 2010년 싱글 "다시 힘을 내어라"
- 2011년 5집 "소녀"
- 2012년 EP "말하지 않아도 들리지 않아도"
- 2013년 6집 "눈물꽃"
- 2015년 7집 1st "나비"
- 2015년 7집 2nd "동네한바퀴"
- 2016년 박강수, 박창근 "DUET ALBUM"
- 2016년 디지털 싱글 "독백"
- 2018년 내일도 맑음 OST Part.13

## 저술
- 2004년 "나의 노래는 그대에게 가는 길입니다" (두드림엔터테인먼트)
- 2008년 "나의 노래는 그대에게 가는 길입니다" (푸른숲)
- 2012년 "시가 되고 노래가 되어" (푸른숲)

## 수상
- 2011년 제18회 대한민국 연예예술상 여자포크싱어상

## 가족관계
- 오빠 : 박강규